# Leichtathletik-Europameisterschaften 2018/50 km Gehen der Frauen

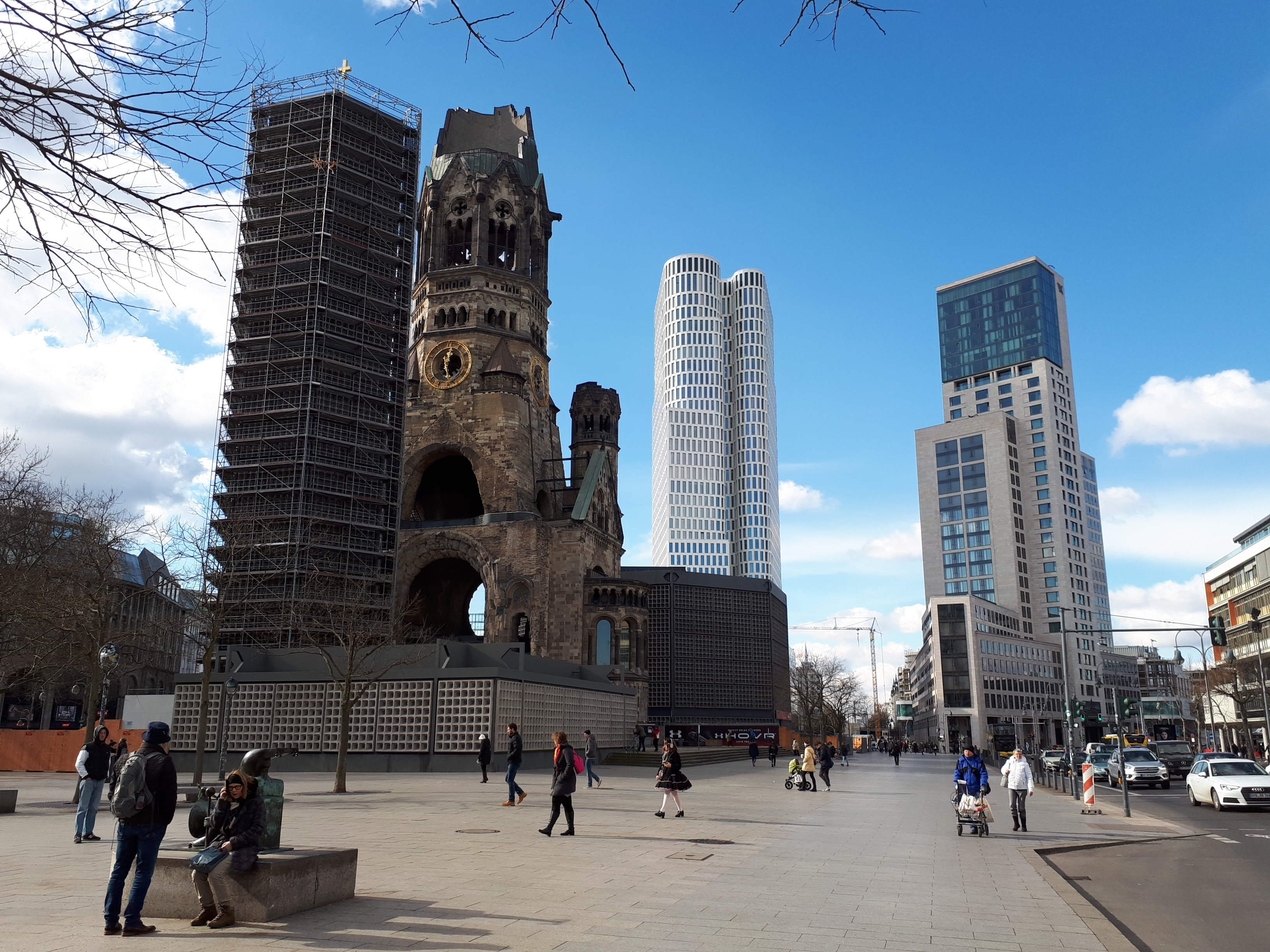
Breitscheidplatz an der Kaiser-Wilhelm-Gedächtniskirche,
Start und Ziel des Wettbewerbs

Das 50-km-Gehen der Frauen bei den Leichtathletik-Europameisterschaften 2018 fand am 7. August in der deutschen Hauptstadt Berlin statt. Diese Disziplin stand erstmals auf dem Programm von Leichtathletik-Europameisterschaften, nachdem der Wettbewerb seine Premiere bei internationalen Meisterschaften im letzten Jahr bei den Leichtathletik-Weltmeisterschaften erlebt hatte.
Erste Europameisterin auf der langen Gehstrecke wurde die Portugiesin Inês Henriques. Sie siegte vor der Ukrainerin Alina Zwilij und der Spanierin Júlia Takács.

## Streckenführung
Eine zwei Kilometer lange Runde war 25 Mal zu bewältigen, die am Breitscheidplatz auf der Budapester Straße begann und weiter östlich zur Kurfürstenstraße bis zum Wendepunkt an der Keithstraße führte. Die Route bog dann wieder auf die Budapester Straße ein und verlief nordwärts am Zoologischen Garten entlang. Nach einem Wendepunkt ging es zum Breitscheidplatz – dem Start- und Zielpunkt – zurück.

## Rekorde

### Bestehende Rekorde
| Weltrekord           | 4:04:36 h                          | Liang Rui                          | Taicang, Volksrepublik China       | 5. Mai 2018                        |
| Europarekord         | 4:05:56 h                          | Inês Henriques                     | WM London, Großbritannien          | 13. August 2017                    |
| Meisterschaftsrekord | Wettbewerb erstmals im EM-Programm | Wettbewerb erstmals im EM-Programm | Wettbewerb erstmals im EM-Programm | Wettbewerb erstmals im EM-Programm |

### Rekordverbesserungen
Im Wettbewerb am 7. August wurde ein erster EM-Rekord aufgestellt. Darüber hinaus gab es drei neue Landesrekorde.
- Meisterschaftsrekord:
  - 4:09:21 h – Inês Henriques, Portugal
- Landesrekorde:
  - 4:12:44 h – Alina Zwilij, Ukraine
  - 4:30:43 h – Dušica Topić, Serbien
  - 4:35:39 h – Ivana Renić, Kroatien

## Legende
Kurze Übersicht zur Bedeutung der Symbolik – so üblicherweise auch in sonstigen Veröffentlichungen verwendet:
| CR   | Championshiprekord                       |
| NR   | Nationaler Rekord                        |
| PB   | Persönliche Bestleistung                 |
| SB   | Persönliche Saisonbestleistung           |
| DNF  | Wettkampf nicht beendet (did not finish) |
| DSQ  | disqualifiziert                          |
| Bod  | Verwarnung für Verlust des Bodenkontakts |
| Knie | Verwarnung für fehlende Kniestreckung    |

## Ergebnis

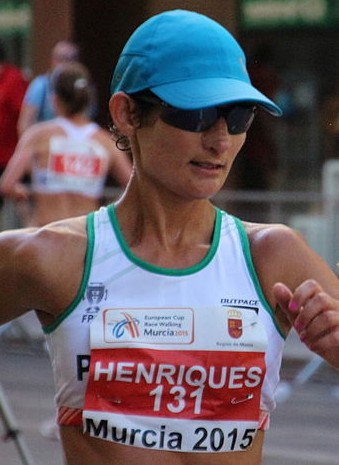
Inês Henriques wurde überlegen erste – und auch letzte – Europameisterin in dieser Disziplin

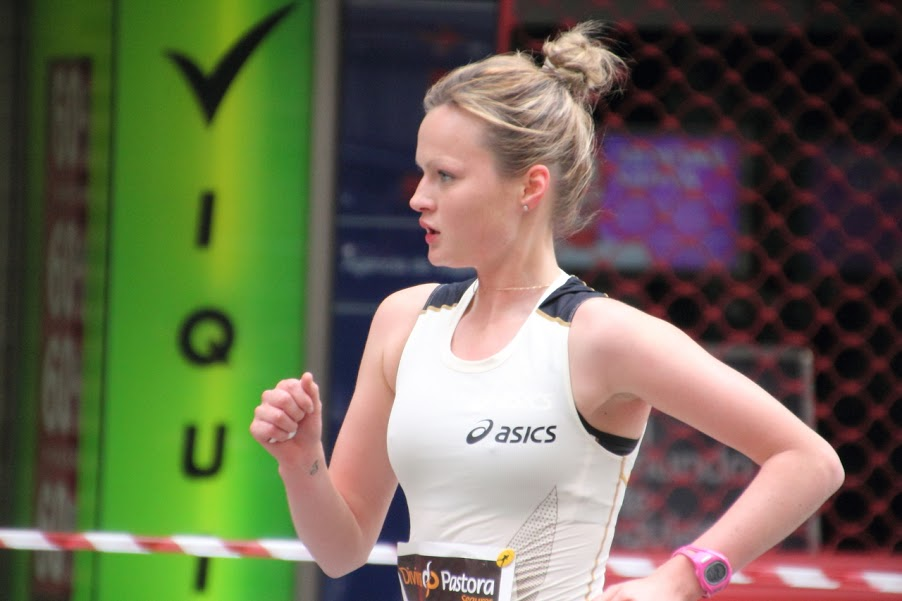
Bronzemedaillengewinnerin Júlia Takács

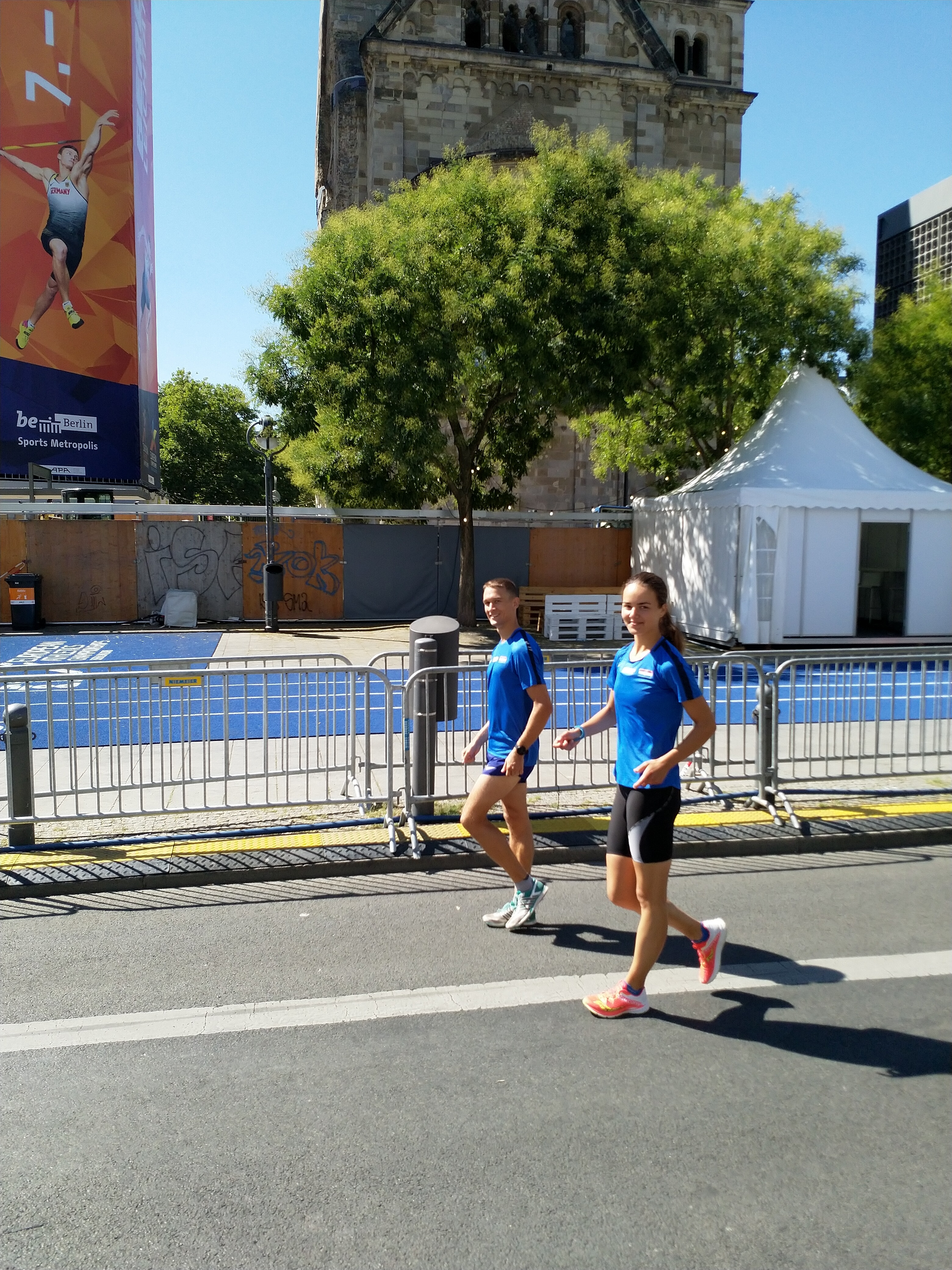
Ivana Renić (rechts) – Platz zwölf

7. August 2018, August 2018 8:35 Uhr Ortszeit
| Platz | Athletin                 | Land       | Zeit (h)   | Verwarnungen       |
| ----- | ------------------------ | ---------- | ---------- | ------------------ |
|       | Inês Henriques           | Portugal   | 4:09:21 CR |                    |
|       | Alina Zwilij             | Ukraine    | 4:12:44 NR |                    |
|       | Júlia Takács             | Spanien    | 4:15:22    |                    |
| 4     | Chrystyna Judkina        | Ukraine    | 4:20:46 PB |                    |
| 5     | Wassylyna Witowschtschyk | Ukraine    | 4:23:15 PB | Knie / Knie        |
| 6     | Mária Czaková            | Slowakei   | 4:24:59    |                    |
| 7     | Ainhoa Pinedo            | Spanien    | 4:27:03    |                    |
| 8     | Mar Juárez               | Spanien    | 4:28:58 PB |                    |
| 9     | Dušica Topić             | Serbien    | 4:30:43 NR |                    |
| 10    | Mariavittoria Becchetti  | Italien    | 4:31:41 PB |                    |
| 11    | Nadseja Daraschuk        | Belarus    | 4:35:14    |                    |
| 12    | Ivana Renić              | Kroatien   | 4:35:39 NR |                    |
| 13    | Tiia Kuikka              | Finnland   | 4:35:56    | Knie               |
| 14    | Lucie Champalou          | Frankreich | 4:52:38    | Knie               |
| DNF   | Joanna Bemowska          | Polen      |            |                    |
| DNF   | Agnieszka Ellward        | Polen      |            |                    |
| DNF   | Semiha Mutlu             | Türkei     |            |                    |
| DNF   | Nastassja Jazewitsch     | Belarus    |            |                    |
| DSQ   | Anett Torma              | Ungarn     |            | Knie / Knie / Knie |

| Zwischenzeiten | Zwischenzeiten | Zwischenzeiten | Zwischenzeiten |
| Marke          | Zwischen- zeit | Führende | 10-km-Zeit     |
| -------------- | -------------- | --- | -------------- |
| 10 km          | 48:19 min      | Henriques/Jazewitsch–1:54 min zur./Czaková–3:10 min zur./Zwilij–3:36 min zur./ Judkina–3:52 min zur./Witowschtschyk, Daraschuk–3:55 min zur.           | 48:19 min      |
| 20 km          | 1:36:40 h00    | Henriques / Zwilij, Witowschtschyk – 4:35 min / Judkina – 6:16 min / Czaková – 6:23 min / Takács – 6:58 min / Daraschuk – 7:06 min / Pinedo – 9:15 min | 48:21 min      |
| 30 km          | 2:25:18 h00    | Henriques / Zwilij – 4:55 min / Witowschtschyk – 6:50 min / Takács, Judkina – 9:00 min / Czaková – 9:39 min / Pinedo – 14:18 min                       | 48:38 min      |
| 40 km          | 3:15:16 h00    | Henriques / Zwilij – 5:10 min / Takács – 9:18 min / Witowschtschyk – 10:38 min / Judkina – 11:47 min / Czaková – 14:11 min / Pinedo – 16:55 min        | 49:58 min      |
| 50 km          | 4:09:21 h00    | Inês Henriques | 54:05 min      |

Die Favoritin dieses Wettbewerbs war eindeutig die portugiesische Weltmeisterin und Europarekordlerin Inês Henriques, die im letzten Jahr den Wettbewerb bei den Weltmeisterschaften überlegen für sich entschieden hatte. In der europäischen Jahresbestenliste vor diesen Europameisterschaften führte die Spanierin Júlia Takács mit 4:13:04 h vor der Slowakin Mária Czaková mit 4:14:25 h, der Spanierin Ainhoa Pinedo mit 4:18:56 h und der Ukrainerin Wassylyna Witowschtschyk mit 4:24:08 h. Diese Athletinnen zählten zu den Medaillenkandidatinnen. Da der Wettbewerb bisher nur selten ausgetragen worden war, war dies eine insgesamt offene Angelegenheit.
Von Beginn an drückte die Favoritin Henriques mächtig aufs Tempo. Auf den ersten dreißig Kilometern ging sie 10-km-Abschnitte zwischen 48:19 min und 48:38 min. Damit lag sie auf Weltrekordkurs. Von Anfang an ging sie alleine vorneweg. Ihre erste Verfolgerin war die Belarussin Nastassja Jazewitsch, die jedoch bald zurückfiel und bei Kilometer 35 aufgab. Nach zwanzig Kilometern führte Henriques bereits mit mehr als viereinhalb Minuten Vorsprung vor den beiden Ukrainerinnen Alina Zwilij und Witowschtschyk. Mit mehr als sechs Minuten Rückstand folgte Chrystyna Judkina, eine weitere Ukrainerin. Czaková lag sieben Sekunden hinter Judkina. Die nächsten Verfolgerinnen waren Takács – 6:58 min hinter der Führenden, die Belarussin Nadseja Daraschuk 7:06 min – und Pinedo – 9:15 min. Nach weiteren zehn Kilometern hatten sich die Abstände weiter vergrößert. Zweite war Zwilij, die 4:55 min zurücklag, dann folgten Witowschtschyk – 6:50 min, Takács / Judkina – 9:00 min, Czaková – 9:39 min – und Pinedo – 14:18 min.
Auf den letzten zwanzig Kilometern konnte Henriques ihr hohes Anfangstempo nicht mehr halten. Zunächst wurde es nur etwas langsamer, aber die letzten 10.000 Meter wurden nochmal schwierig für die Spitzenreiterin. Dennoch wurde ihr Vorsprung nur wenig kleiner. Auch die Konkurrentinnen der Portugiesin ließen etwas nach. So wurde Inês Henriques schließlich unangefochtene Europameisterin. Mit 4:09:21 h stelle sie einen ersten EM-Rekord auf. 3:23 min nach ihr kam Alina Zwilij als Zweite ins Ziel. Ihre Zeit von 4:12:44 h bedeutete neuen ukrainischen Landesrekord. Dritte wurde die Spanierin Júlia Takács, die 2:38 min nach der Silbermedaillengewinnerin ins Ziel kam. Auch die weiteren Abstände waren groß. Chrystyna Judkina hatte als Vierte 11:25 min Rückstand auf die Siegerin. Wassylyna Witowschtschyk belegte weitere knapp zweieinhalb Minuten zurück den fünften Platz, Mária Czaková erreichte noch einmal 1:44 min dahinter Rang sechs.
Die großen Abstände dieses Wettbewerbs sind sicherlich der Tatsache geschuldet, dass es sich um eine neu eingeführte junge Disziplin handelt. Aber immerhin waren bereits neunzehn Teilnehmerinnen am Start – zwölf mehr als bei den letztjährigen Weltmeisterschaften.

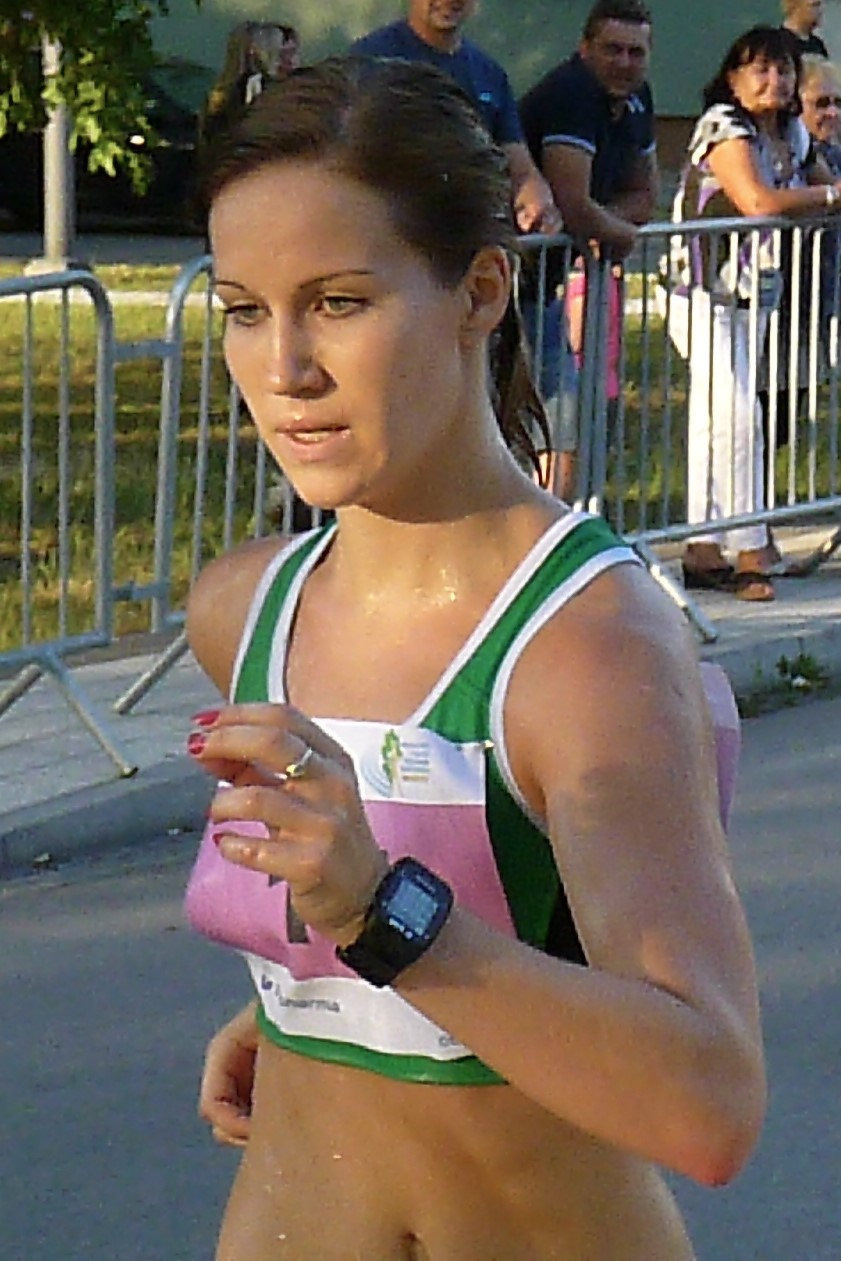
Joanna Bemowska – Wettkampf nicht beendet
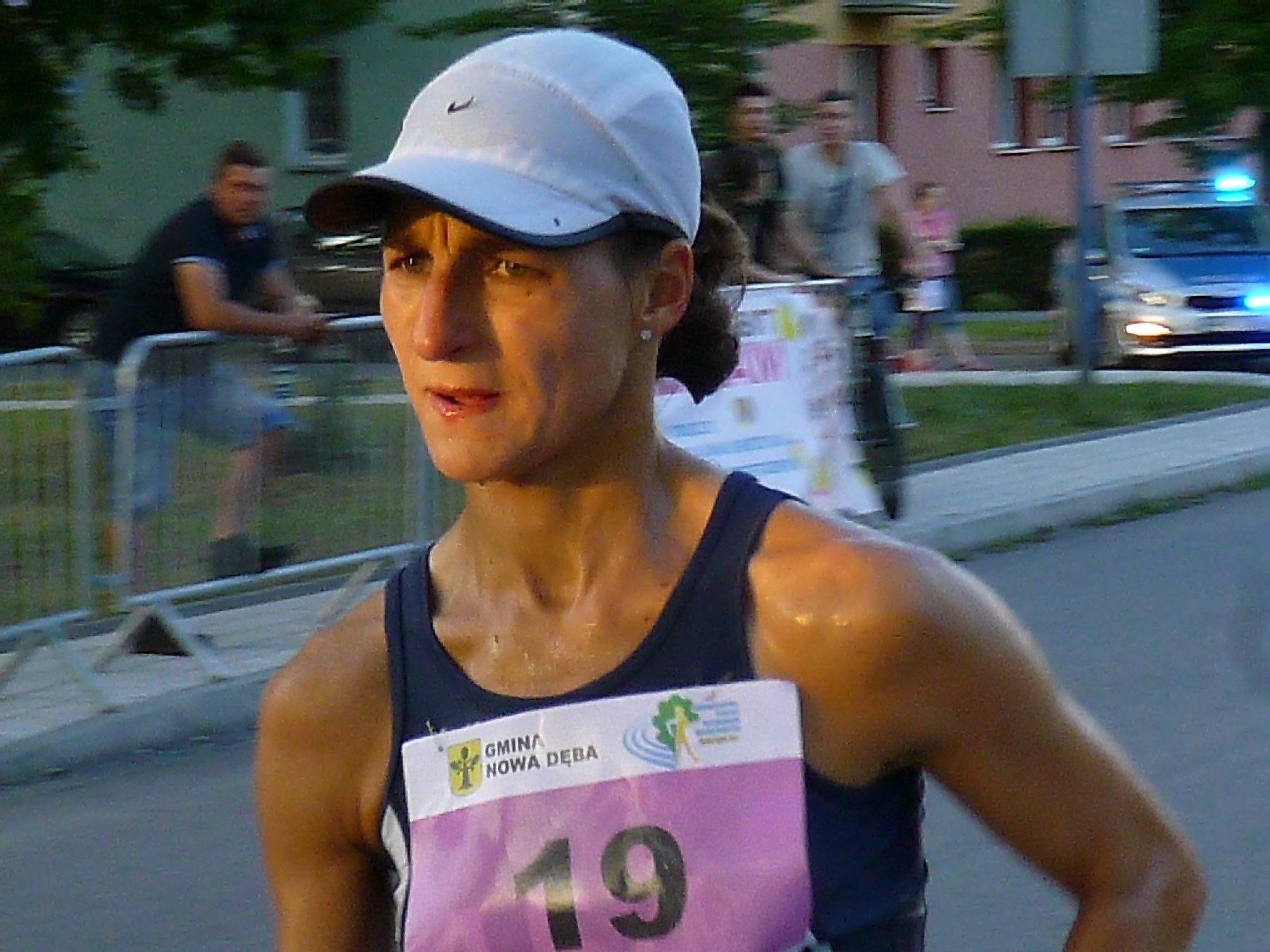
Agnieszka Ellward – Wettkampf nicht beendet